# Adolf Ivar Arwidsson

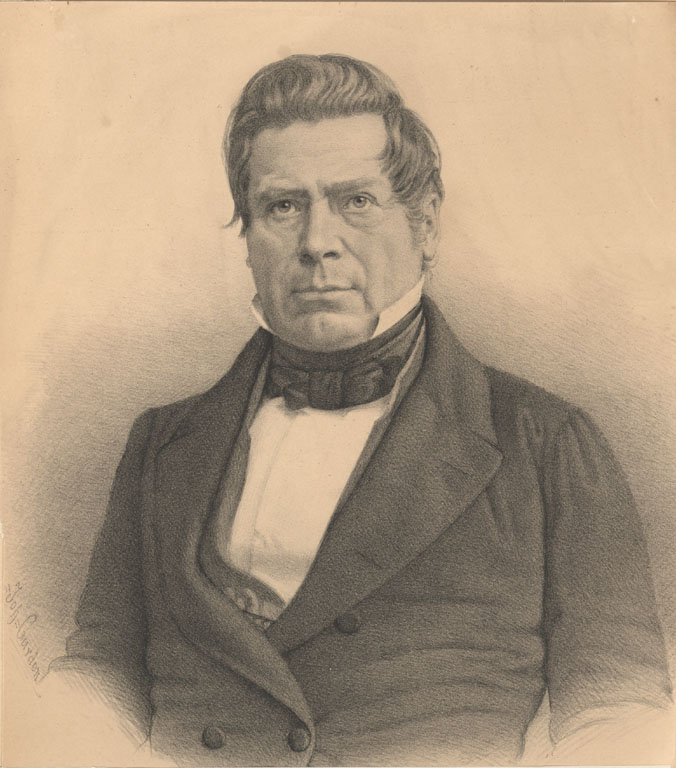
Adolf Ivar Arwidsson in einer Lithographie von Johan Elias Cardon.

Adolf Ivar Arwidsson (* 7. August 1791 in Padasjoki, Finnland; † 21. Juni 1858 in Viipuri) war ein finnischer politischer Journalist, Schriftsteller und Historiker. In seinem politischen Wirken profilierte sich Arwidsson als Kritiker der Situation Finnlands als Großfürstentum unter dem russischen Zaren. Aufgrund seiner Publikationstätigkeit verlor er sein Amt als Lektor an der Akademie zu Turku und musste nach Schweden emigrieren, wo er seine politische Tätigkeit fortsetzte. Der finnischen Nationalbewegung galt Arwidsson als nationaler Erwecker und Vordenker eines unabhängigen Finnlands.

## Leben
Adolf Ivar Arwidsson wurde 1791 als Sohn eines Kaplans in Padasjoki in Südfinnland geboren, später siedelte die Familie nach Laukaa in Mittelfinnland über. Diese Gemeinde wurde von den Erschütterungen des Finnischen Krieges 1808–1809 schwer getroffen, und Arwidsson war seither gegenüber dem Russischen Reich, zu welchem Finnland als autonomes Großfürstentum fortan gehörte, kritisch eingestellt. Als Schüler am Gymnasium von Porvoo wurde Arwidsson 1809 Zeuge des Landtages von Porvoo, an welchem die finnischen Stände dem Zaren die Treue schworen. Nach Studium an der Akademie zu Turku wurde er 1814 Magister der Philosophie. An gleicher Stelle promovierte er 1817 mit einer geschichtswissenschaftlichen Dissertation und trat sodann ein Amt als Dozent an der Akademie an. Arwidssons Muttersprache war Schwedisch, in welcher Sprache er auch seine sämtlichen Werke verfasste, wenn er auch fließend Finnisch beherrschte.
Nach seiner Dissertation unternahm Arwidsson eine einjährige Reise nach Schweden, während welcher er Kontakt mit den Exilfinnen in Uppsala und Stockholm knüpfte. Nach seiner Rückkehr ging Arwidsson, der sich bisher der Lyrik verschrieben hatte, 1820 zur Veröffentlichung politischer Texte über, deren scharfer und radikaler Tonfall bald für Aufsehen bis in die Reichshauptstadt Sankt Petersburg sorgte. Als Konsequenz wurde ihm 1822 schließlich das Dozentenamt entzogen und er aus der Universität verbannt. Eine seiner Ausbildung entsprechende Karriere war Arwidsson in seinem Heimatland damit verbaut. Im Jahr 1823 emigrierte Arwidsson nach Stockholm, wo er 1825 die schwedischen staatsbürgerlichen Rechte und eine Anstellung als Bibliotheksassessor in der königlichen Bibliothek erhielt.
1827 unternahm Arwidsson eine antiquarische Forschungsreise nach Finnland, wurde jedoch von den Behörden umgehend wieder nach Schweden ausgewiesen. Diese Erfahrung führte zu einer weiteren Radikalisierung des politischen Wirkens Arwidssons, und in der Folge nahm er an verschiedenen öffentlichen Debatten in Schweden teil, in welchen er jeweils die Verhältnisse und die Verfassungslage in Finnland in einem düsteren Licht darstellte, aber gleichzeitig versuchte, Anstöße zu einer positiven Entwicklung der finnisch-nationalen Identität zu geben. Neben seinem politischen Wirken entfaltete Arwidsson auch verdienstvolle historische Forschungstätigkeit. 1843 wurde er zum Leiter der königlichen Bibliothek ernannt. Im gleichen Jahr wurde ihm auch der Besuch seines Heimatlandes wieder erlaubt. Diese Möglichkeit nahm er allerdings erst 1858 wahr, als er eine Rundreise durch Finnland unternahm. Während dieser Reise erkrankte Arwidsson an Lungenentzündung und starb am 21. Juni in Viipuri. Er wurde in seiner Jugendheimat Laukaa beigesetzt. In seinen Grabstein wurden später die folgenden von Elias Lönnrot verfassten Verse eingeritzt:

„Des eigenen Landes Liebe führte ihn aus dem Land und brachte ihn zurück
Jetzt verbirgt ihn als sein ganz Eigenes das eigene Land.“

## Politisches Wirken
Das politische Wirken Adolf Ivar Arwidssons verkörperte sich in erster Linie in seinen politischen Publikationen während zweier Hauptphasen. Die erste Phase fiel in seine Zeit als Lektor an der Akademie in Turku, die zweite Periode intensiver politischer Aktivität folgte nach seiner Emigration nach Schweden, wo Arwidsson intensiv an der Debatte über die Situation seines Heimatlandes teilnahm.

### Erste politische Artikel
Seine frühesten Einflüsse erhielt Arwidsson während seiner Gymnasialzeit von den Lehren der deutschen Philosophen Schelling und Hegel sowie von der Romantik in der schwedischen Gesellschaft. Seine schriftstellerische Karriere begann er mit dem Verfassen von vaterländischer Lyrik. Einige seiner Gedichte wurden in schwedischen Zeitschriften veröffentlicht, in künstlerischer Hinsicht waren sie jedoch in erster Linie Imitationen und haben keine besondere Bedeutung erlangt. Um so größere Bedeutung wurde seinem politischen Schreiben beigemessen.

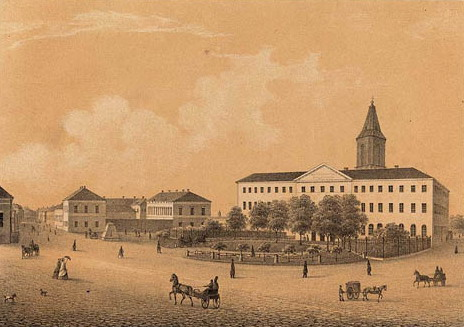
Als Lektor an der Akademie in Turku begann Adolf Ivar Arwidsson seine politische Tätigkeit.

Zu Beginn seines politischen Wirkens war eine öffentliche Diskussion finnisch-innenpolitischer Themen praktisch inexistent, insbesondere da diese aus Sicht der staatlichen Aufsicht als besonders problematisch angesehen wurde. Die größte Zeitschrift des Landes, die schwedischsprachige halboffizielle Åbo Allmänna Tidning (ab 1820 Finlands Allmänna Tidning) berichtete von politischen Ereignissen des Auslandes in der Regel in Form von Übersetzungen aus der ausländischen Presse, ohne eigene Stellungnahmen abzugeben. Die 1820 von Reinhold von Becker gegründete finnischsprachige Zeitschrift Turun Wiikko-Sanomat wagte auch politische Stellungnahmen im liberalen Geist, beschränkte sich aber ebenfalls ausschließlich auf das Geschehen im Ausland. Die in Finnland viel gelesenen Zeitungen Schwedens gaben ein Bild von innenpolitischen Fragestellungen, die der Situation in Finnland in vieler Hinsicht vergleichbar waren. Gerade aus diesem Grund richtete sich die früheste Pressezensur im unter russischer Herrschaft stehenden Finnland gegen den Import von einzelnen schwedischen Zeitungen.
Adolf Ivar Arwidsson war während seines Schwedenaufenthalts mit dem lebhaften politischen Leben Stockholms in Berührung gekommen. Dort machte er auch die Bekanntschaft des einflussreichen finnischen Politikers Johan Fredrik Aminoffs, der nach Arwidssons Rückkehr nach Turku dessen politische Ansichten mitprägte. Im Jahr 1819 erschien in der Åbo Allmänna Tidning ein von Daniel Myreen verfasster Artikel, der die neue Lage Finnlands unter dem russischen Zaren in höchsten Tönen pries. Diesem Artikel, der den ersten innenpolitischen Beitrag in einer finnischen Zeitung darstellte, wollte Arwidsson eine Erwiderung folgen lassen. Nachdem er in Finnland kein geeignetes Medium vorfand, erreichte er schließlich im September 1820 über seine Kontakte zu dem schwedischen Literaturkritiker Lorenzo Hammarsköld eine Veröffentlichung seines Artikels in drei Teilen in der wenig bedeutenden schwedischen Zeitung Nya Extra Posten.
Der als „Briefe eines reisenden Schweden aus Finnland“ betitelte Artikel wurde anonym veröffentlicht, und Arwidssons Urheberschaft wurde während seiner Zeit in Turku auch nicht aufgedeckt. Arwidsson artikuliert scharfe Kritik an der Tätigkeit des Landtages zu Porvoo 1809, insbesondere an dessen Zustimmung zu der vorläufigen Auflösung der finnischen Streitkräfte. Besonderes Ziel seiner Kritik ist der finnische Senat, dessen Mitglieder er für ungebildet und unstaatsmännisch hält. Sie seien zwar gute Verwalter, aber schlechte Gesetzgeber. Als konkrete politische Frage schenkt Arwidsson der Währungspolitik besondere Aufmerksamkeit und kritisiert ausführlich die durch die Koexistenz der Währungen zweier Staaten – Russlands und Schwedens – hervorgerufenen Missstände. In der Wirtschaftspolitik tritt er Bestrebungen zur Einschränkung des traditionellen Handels mit Schweden entgegen.
Die Kritik Arwidssons war sachlich keineswegs neu und entsprach den von zahlreichen wichtigen Persönlichkeiten in privatem Schriftwechsel geäußerten Ansichten. Erstmals wurden diese Meinungen nun aber veröffentlicht – eine Vorgehensweise, die vielfach auch von denjenigen verurteilt wurde, die sachlich Arwidssons Meinungen teilten. Die betroffenen Ausgaben der Nya Extra Posten wurden nach Erscheinen des letzten Teiles von den schwedischen Behörden beschlagnahmt, der Herausgeber Johan Imnelius wegen Verunglimpfung eines ausländischen Staates angeklagt und in einem öffentlich vielbeachteten Prozess zu einer sechsmonatigen Haftstrafe verurteilt. In Finnland gelangten dennoch zahlreiche Kopien der Artikel in Umlauf.

### Herausgabe desÅbo Morgonblad

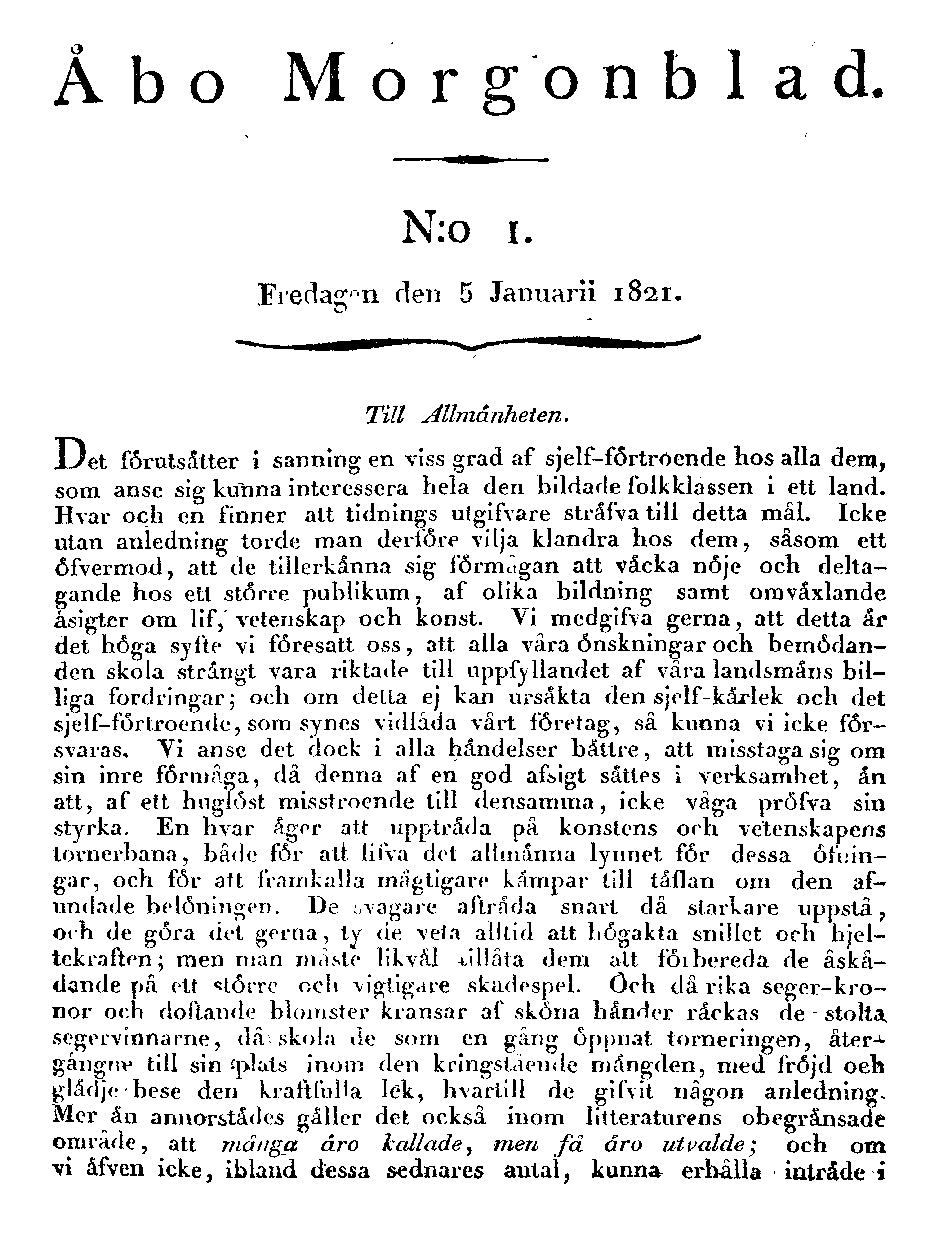
Die erste Ausgabe der von Arwidsson herausgegebenen, kurzlebigen Zeitschrift Åbo Morgonblad vom 5. Januar 1821.

Noch vor der Veröffentlichung seiner Artikel in der Nya Extra Posten beantragte Arwidsson am 5. Juli 1820 die Genehmigung zur Herausgabe einer eigenen Zeitschrift unter dem Titel Åbo Morgonblad. Die Genehmigung wurde am 20. Oktober erteilt, und so erschien ab dem 5. Januar 1821 einmal wöchentlich die erste politische Zeitschrift Finnlands. Einziger regulärer Redakteur neben Arwidsson war der junge Jurist Gustaf Idman-Idestam, der in erster Linie wirtschaftliche und wissenschaftliche Themen besprach, während Arwidsson für die staatlichen und nationalen Themen verantwortlich zeichnete.
Die politischen Botschaften Arwidssons beschäftigten sich mit Finnland als Staat, seinem Volk und seinen Bürgern. Während die mit Arwidsson befreundeten, von den Ideen der Aufklärung geleiteten Kreise im Umfeld der Kulturzeitschrift Mnemosyne den Nationalsinn als vom Staat weitgehend isoliertes Thema begriffen, stellte Arwidsson eine klare Verbindung zwischen der Nationalität des Volkes und dessen staatlicher Existenz her. Als wichtigsten Ausdruck der Nationalität sah Arwidsson, der in diesen Fragen Einflüsse von Johann Gottlieb Fichte, Christian Molbech und vor allem Ernst Moritz Arndt aufnahm, die gemeinsame Sprache als Inbegriff des gemeinsamen nationalen Erbes an. Er prangerte an, dass die Bevölkerung insbesondere an den Gerichten nicht in ihrer Muttersprache kommunizieren konnte, und forderte die Schaffung eines Lehrstuhls für finnische Sprache an der Universität.
In seinen die Natur des Staates behandelnden Artikeln zeichnete Arwidsson ein Bild des über das Individuum erhabenen Staates, der jedoch gemeinsam mit dem Volk einen lebenden Organismus bildet und der einer unaufhörlichen Fortentwicklung unterworfen ist. Das Gesetz sei durch den Einzelnen unbedingt zu befolgen, gleichzeitig sei die Kritik am Gesetz und das Betreiben seiner Änderung aber nicht nur berechtigt, sondern stelle geradezu eine Bürgerpflicht dar. Praktisch folgerte Arwidsson hieraus unter anderem die Forderung nach der Öffentlichkeit der Verwaltung und nach Pressefreiheit. In sozialer Hinsicht trat er für eine größere Durchlässigkeit der Standesgrenzen ein.
Direkte Kritik an der Tätigkeit finnischer Behörden präsentierte Arwidsson in erster Linie durch die Veröffentlichung von Dokumenten aus Gerichts- und Verwaltungsakten, oft ergänzt durch wertende Kommentare. Vehement trug er vor, dass dieses Vorgehen von den geltenden Gesetzen zur Pressefreiheit gedeckt sei. Im Mai 1821 kam es zu einem offenen Konflikt mit dem Mitglied des finnischen Senats Carl Johan Walleen, der Arwidssons Meinung keineswegs teilte und diesen zu sich zitierte und verwarnte. Im Anschluss veröffentlichte Arwidsson sogleich eine ausführliche Erwiderung auf dieses Gespräch.
Die Tätigkeit des Åbo Morgonblad traf zusammen mit einer Periode eines angespannteren politischen Klimas. Zar Alexander I. hatte sich von der liberalen Politik früherer Jahre zunehmend entfernt und sich die konservative Politik der Heiligen Allianz zu eigen gemacht. In Turku hatte es 1819 wegen der Frage der universitären Disziplinargewalt studentische Unruhen gegeben, und auch 1821 war es zu einigen Konflikten gekommen, die zwar für sich betrachtet geringe Bedeutung hatten, im Rahmen der Gesamtentwicklung aber die Nervosität unter den Entscheidungsträgern zu steigern geeignet war. In diesem Klima wurden Arwisson in besonderer Weise einige eher romantisch verklärten Ausführungen in der Ausgabe vom 30. Juni 1821 zur Last gelegt, in welchen er von den segensreichen Zeiten des Sturmes spricht. Während sich diese Worte sachlich auf die gesamteuropäischen Zeitläufte bezogen, wurden sie doch auch als potenziell aufrührerisch verstanden. Auf Initiative des Senators Walleen und Vorlage des Ministerstaatssekretärs für finnische Angelegenheiten in Sankt Petersburg, Robert Henrik Rehbinder, verfügte der Zar am 4. September 1821 die Einstellung des Åbo Morgonblad. Die Verfügung wurde Arwidsson am 2. Oktober bekanntgegeben. Die 40. und letzte Ausgabe des Blattes erschien am folgenden Tag und musste bereits im Geheimen an die Abonnenten verteilt werden.

### Weitere Tätigkeit in Turku und Verbannung

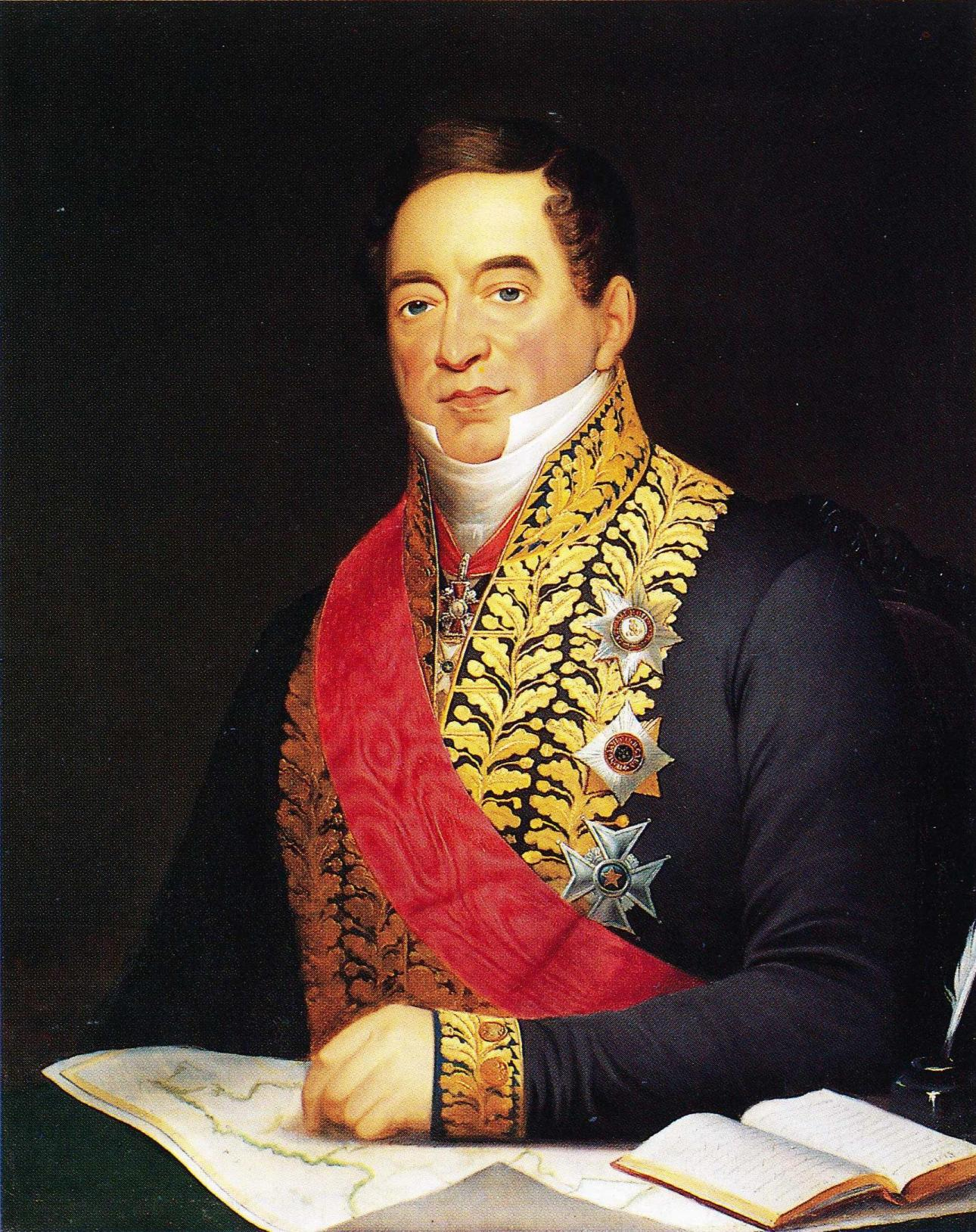
R. H. Rehbinder, Ministerstaatssekretär für finnische Angelegenheiten, nahm eine Schlüsselstellung sowohl bei der Einstellung des Åbo Morgonblad als auch bei der Verbannung Arwidssons ein.

Als Entschädigung für die Abonnenten seines Blattes veröffentlichte Arwidsson noch 1821 das achtzigseitige Heft Oskyldigt Ingenting. Dieses enthielt neben literarischen Beiträgen den Abdruck der Einstellungsverfügung gegen das Åbo Morgonblad sowie die Schlussteile einiger wegen der Einstellung unvollendet gebliebener mehrteiliger Artikel. Seine journalistische Tätigkeit setzte Arwidsson nun in der Zeitschrift Mnemosyne fort, in welcher am 28. Februar 1822 sein ausführlicher Artikel Betraktelser („Betrachtungen“) erschien. Es sollte sein letzter Beitrag in einer finnischen Zeitung bleiben.
Obwohl die „Betrachtungen“ ohne Autorenangabe veröffentlicht wurden, war den finnischen Betrachtern die Urheberschaft Arwidssons schnell klar. Der Artikel ähnelte insgesamt seinen früheren Veröffentlichungen und wiederholte viele dort vorgebrachte Thesen. Im Zusammenhang mit einer allgemeinen Kritik an der Qualifikation und Ausbildung finnischer Beamter enthielt der Artikel auch eine beiläufige spöttische Bemerkung über den Zustand der militärischen Führung, über die Oberflächlichkeit der Offiziere und deren Hang zum Fluchen. Der Artikel und im Besonderen die genannten Äußerungen lösten in der Öffentlichkeit Turkus allgemeine Unruhe aus. Der ehemalige Landeshauptmann Knuut von Troil hielt den Artikel für geradezu umstürzlerisch.
Die Initiative zur Entlassung Arwidssons aus dem Amt des Lektors und zu seiner Verbannung aus der Universität ging schließlich von Johan Fredrik Aminoff aus, der inzwischen zum Vizekanzler der Universität ernannt worden war. Ministerstaatssekretär Rehbinder unterstützte den Vorschlag, und auf seine Vorlage verfügte der Zar Alexander am 20. Mai 1822 die dauerhafte Verbannung Arwidssons aus der Universität.
Die für die Verbannung entscheidenden Protagonisten Aminoff und Rehbinder waren zwar in vielen kulturpolitischen Fragen einer Meinung mit Arwidsson und waren sich auch der Missstände in der Verwaltung durchaus bewusst. Sie hielten aber den nach ihrer Auffassung revolutionären Stil und die gegen die Zarenmacht gerichtete Einstellung Arwidssons für gefährlich. Darüber, ob diese Einschätzung zutreffend war, gehen die Meinungen unter Historikern auseinander. Einerseits wurde die Propaganda Arwidssons vom größeren Publikum nicht sehr ernst genommen – er wurde eher für einen ungefährlichen Idealisten gehalten, was ihm den Spitznamen Fantastengranat („Phantastenbombe“) einbrachte. Andererseits übte Arwidsson bedeutenden Einfluss auf viele junge Studenten der Akademie aus, unter ihnen der später als äußerst unbequem empfundene Philosoph Johan Vilhelm Snellman. Diese Studenten erhielten durch das Schicksal Arwidssons ein klares Signal, dass politische Tätigkeit an der Akademie vorläufig nicht in Frage kam.

### Finnlanddebatte in Stockholm

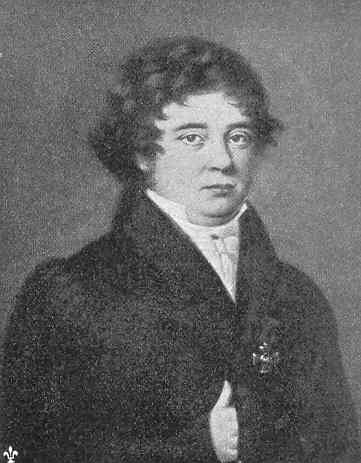
Israel Hwasser, Professor der Medizin an der Universität Uppsala, war der Hauptwidersacher Arwidssons in der Finnlanddebatte 1838–1841.

Auch nach seiner Emigration nach Stockholm blieb Arwidsson politisch tätig, vor allem in Form von meist anonymen oder unter Pseudonymen veröffentlichten Zeitungsbeiträgen zu Themen der schwedischen Innenpolitik. Für nachhaltige Aufmerksamkeit sorgte aber vor allem seine Beteiligung an einer Debatte über die nationale Lage seines Heimatlandes, die Natur der finnischen Autonomie und deren Verhältnis zu den Zielen und Hoffnungen des finnischen Volkes. Der Streit wurde in den Jahren 1838 bis 1841 vor allem über in Broschürenform herausgegebene Streitschriften ausgetragen.
Ihren Ausgang nahm die Debatte im September 1838 von einer Streitschrift des 1830 aus Finnland emigrierten Professors Israel Hwasser. Er vertrat die Auffassung, Finnland habe sich von Schweden emanzipiert und im Zarenreich eine eigene Identität gefunden, man sei in Finnland im Wesentlichen mit dem gefundenen Status quo zufrieden. Gleichzeitig sei Finnland die historische Aufgabe zugefallen, die westliche Zivilisation im Zarenreich zu vertreten und so die Gegensätze zwischen der russisch-asiatischen und der westeuropäischen Kultur zu überbrücken.
Als Antwort erschien im November desselben Jahres unter dem Namen Pekka Kuoharinen das von Arwidsson verfasste Pamphlet „Finnland und seine Zukunft“ (Finland och des Framtid), in welchem der Autor das in Finnland herrschende System in düsteren Farben beschrieb. Finnland habe beim Landtag zu Porvoo 1809 keineswegs einen Sonderfrieden mit Russland geschlossen, sondern habe als eroberte Provinz die vom siegreichen Zaren diktierten Beschlüsse gefasst. Die Verbindung mit Russland habe keine wirtschaftlichen Vorteile, wohl aber ein strenges Zensursystem mit sich gebracht.
Es folgte eine Reihe von kompromissbereiten Zeitungsartikeln des Professors für Geschichte Erik Gustaf Geijer, der jedoch vielen Aussagen Kuoharinens zustimmte, und im September 1839 eine weitere Streitschrift Hwassers. Das angebliche Streben des finnischen Volkes zurück zu Schweden betrachtet Hwasser in erster Linie als Erfindung der in Schweden lebenden Exilfinnen. Der unter dem Namen Kuoharinen auftretende Autor gebe wahrheitswidrig vor, heute finnischer Staatsbürger zu sein und agiere damit in der Maske derer, gegen deren Interessen er argumentiere. Kuoharinen reagierte 1840 mit einer zweiten, gegenüber der ersten noch pessimistischeren Schrift. Anhand zahlreicher Beispiele zeigte er auf, wie unbestimmt die autonomen Rechte Finnlands in der Praxis sind, und vertrat nachdrücklich die Meinung, dass ein reines Versprechen des Monarchen ohne tatsächliche Absicherung keine Grundlage für einen gesicherten staatlichen Status Finnlands sei.
Im Mai 1841 schließlich wurde eine weitere Schrift „Die heutige Staatsverfassung Finnlands“ (Finlands nuvarande Stats-Författning) unter dem Namen Olli Kekäläinen veröffentlicht, in der positive Aspekte des finnischen Systems ebenso wie aus diesem entstehende Gefahren für die Zukunft in vermittelnder Weise dargestellt wurden. Kekäläinen spricht Hwasser in erster Linie das Verdienst zu, das Thema aufgegriffen und dargestellt zu haben, wie die Lage Finnlands sein müsste, während Kuoharinen die Lage so dargestellt habe, wie sie tatsächlich sei, ohne dabei aber hinreichend auf die zu wünschende Entwicklung einzugehen. Der Throneid Alexanders I. in Porvoo sei eine nicht wegzudiskutierende Tatsache, die den Eingriff in die Rechte Finnlands zumindest erschwere. Vom finnischen Volk sei als eigener Beitrag das unbedingte Festhalten an den staatsrechtlichen Vereinbarungen sowie das geduldige Erarbeiten einer günstigen Entwicklung zu verlangen. Der Wahlspruch jedes vaterländischen Finnen müsse sein: Treue und Wachsamkeit.
Über die Urheberschaft der Schrift Kekäläinens ist bis heute keine endgültige Einigkeit erzielt worden, und sie ist noch heute Gegenstand historischen Streits. Die widerstreitenden Meinungen in der Debatte, die bereits 1874 in zahlreichen Zeitungsartikeln geführt wurde, werden in der heutigen Forschung im Wesentlichen von zwei finnischen Historikern repräsentiert. Matti Klinge ist der Auffassung, dass die Schrift größtenteils aus der Feder Johan Jacob Nordströms stammen muss, während Olavi Junnila die lange vorherrschende These verteidigt, dass Kekäläinen ebenso wie Kuoharinen niemand anders als Adolf Ivar Arwidsson ist. Die Unterschiede zwischen den Schriften beider Pseudonyme in Stil und Tiefgang erklärt Junnila mit einem planvollen Vorgehen Arwidssons, der die finnische Öffentlichkeit zunächst durch das polemisierende Vorgehen Kuoharinens aufrütteln und dann die gewonnene Aufmerksamkeit durch einen in die Zukunft gerichteten Aufruf zur Stärkung der finnischen nationalen Identität nutzen wollte.
Nach diesem Schlagabtausch beruhigte sich das politische Wirken Arwidssons und erfuhr nur noch einmal während des Krimkrieges 1854–1856 eine Belebung, als die finnische Frage in Schweden nochmals lebhaft diskutiert wurde.

## Wissenschaftliches Werk
Als Historiker machte Arwidsson erstmals im zweiten Jahrzehnt des 19. Jahrhunderts durch die schwedische Übersetzung des Werkes Finnland und seine Bewohner von Friedrich Rühs auf sich aufmerksam. Auch die zweite Ausgabe des Werkes gab er 1827 in schwedischer Sprache heraus, nachdem er es bearbeitet und durch eine eigene Darstellung der Geschichte Finnlands ab 1809 ergänzt hatte. 1819 unternahm er eine Reise zur Sammlung von finnischer Volksdichtung, eine später von Elias Lönnrot aufgegriffene Arbeit.
1832 schrieb Arwidsson ein Lehrbuch über die Geschichte und Geographie Finnlands (Lärobok i Finlands historia och geografi). Ungeachtet seiner Verbannung aus Finnland wurde dieses Werk neben Schweden auch in Finnland an den Schulen benutzt – allerdings ohne Autorenangabe.
Später konzentrierte sich Arwidsson auf die Veröffentlichung historischer Quelldokumente mit Bezug zu Finnland, deren mangelnde Zugänglichkeit er als großes Hindernis bei der Entwicklung der finnischen Geschichtsschreibung erkannt hatte. In den Jahren von 1846 bis 1858 erschien mit Unterstützung der Finnischen Literaturgesellschaft eine Sammlung von größtenteils aus dem 16. Jahrhundert stammenden Dokumenten in zehn Bänden (Handlingar till upplysning av Finlands häfder). Weiterhin stellte er Sammlungen vorzeitlicher schwedischer Gesänge zusammen und schrieb biographische Darstellungen über schwedische Könige, insbesondere 1850 über Karl XIV. Johann.

## Rezeption
Das Wirken Arwidssons stellte einen Auftakt für das ab den Dreißigerjahren des 19. Jahrhunderts eintretende Erwachen des finnischen Nationalbewusstseins dar. Während Arwidssons frühe Versuche, die Finnen zu einer nationalen politischen Aktivität zu bewegen, zunächst wenig Wirkung zeigten, wurden doch die treibenden Kräfte der Nationalbewegung um Johan Vilhelm Snellman, Elias Lönnrot und Johan Ludvig Runeberg entscheidend von ihm beeinflusst. Ihnen und ihren Nachfolgern galt Arwidsson als nationaler Erwecker. Der einflussreiche Politiker und fennomanische Zeitungsmacher Agathon Meurman schrieb 1878 über das politische Klima der Zeit:

„Man begann zu denken, ob es für uns möglich sei, ein Volk zu bleiben unter dem gewaltigen Druck, den unsere Beschützer ungewollt für uns darstellten. Es entstand Furcht und entwickelte sich zu Nervosität. In diesem allgemeinen Zustand war die einsame merkwürdige Ausnahme Adolf Ivar Arwidsson. Er allein war bereit, die neue Stellung [des Landes] völlig zu akzeptieren und auf deren Grundlage aufzubauen.“

Gerne wurde Arwidsson auch als ein Vordenker für die spätere staatliche Unabhängigkeit Finnlands betrachtet. Neuere Untersuchungen heben allerdings die oft spekulative Natur von Arwidssons Betrachtungen hervor. Ein mögliches unabhängiges Finnland schien zwar als Option – wenn auch nie offen ausgesprochen – durch die Stellungnahmen Arwidssons durch, stellte aber aus seiner Sicht nur einen von vielen möglichen geschichtlichen Abläufen dar.
Zu den identitätsstiftenden Zitaten der nationalen Bewegung im Großfürstentum Finnland im späten 19. Jahrhundert gehörte der Arwidsson zugeschriebene Ausspruch: „Svenskar äro vi icke mera, ryssar kunna vi icke bli, derför måste vi vara finnar.“ („Schweden sind wir nicht mehr, Russen wollen wir nicht werden, lasst uns also Finnen sein!“) Dieses Zitat stammt tatsächlich nicht von Arwidsson, sondern stellt eine von Johan Vilhelm Snellman 1861 formulierte Zuspitzung dar. Es gibt daher zwar nicht unbedingt zutreffend die Gedankenwelt Adolf Ivar Arwidssons wieder, gibt aber Aufschluss über seine Bedeutung für die unmittelbare Nachwelt. Heute ist eine Straße auf dem Universitätscampus in Turku nach Arwidsson benannt.